# 駿洋邨用作隔離營風波
駿洋邨用作隔離營風波是指香港政府為針對2019冠狀病毒病疫情，政府在未有事前諮詢居民，鄉委會和區議員下將火炭駿洋邨改為檢疫中心，並推翻特首林鄭月娥在2020年1月28日表示「放棄未入伙公屋作為檢疫中心」的說法。有關安排引起駿洋邨準入伙住戶和火炭居民的不滿。而區議員和民間曾多次舉行集會，遊行和請願，反對政府將該處用作檢疫中心。而警方也預先大力加強佈防，防止再出現暉明邨衝突造成的縱火破壞。到2月18日，特首林鄭月娥表明駿洋邨是檢疫中心的唯一選擇，沒有後備方案，將用以接收滯留於日本橫濱市郵輪鑽石公主號上無確診的港人，並強制隔離檢疫14日。同時，駿洋邨已準備就緒，有警方駐守及設置大型水馬，出入人士和車輛都需登記。因應疫情緩和，6月26日政府宣佈駿洋邨檢疫中心運作至7月底，其後清空單位及徹底消毒，交還房委會修繕及驗收作公屋用途
，惟因為2020年7月再次爆發疫情，僅歸還了第4-5座，其餘部分需延至8月中才停止運作，但最後直到同年9月24日才停用。駿洋邨徵用作檢疫中心期間，估計約有7,700多人入住。

## 起因

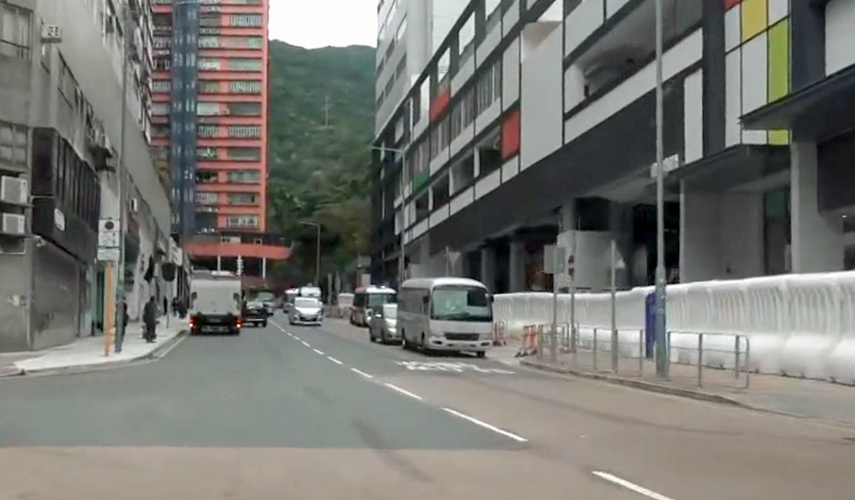
2月8日，火炭駿洋邨外有水馬圍封和大量警車戒備

2020年2月初，網上流傳原在2月入伙的駿洋邨將成檢疫設施，而警方在2月7日深夜起在該邨附近駐守及設置水馬，到2月8日更有大量警員在火炭一帶嚴密佈防，防暴警在多處截查多人。沙田區議會主席程張迎和沙田鄉委會主席莫錦貴批評政府今次沒事先徵詢區議會及鄉委會。特首林鄭月娥在2月8日改口稱因疫情發展不能預見，籲當區人士諒解在駿洋邨作檢疫中心的安排。有關言論推翻她1月28日表示「放棄未入伙公屋作為檢疫中心」的說法。政府並表示檢疫中心入住人士都是無病徵、非確診或懷疑感染的人，中心會採取獨立住宿的運作模式並24小時有執法及醫護人員當值。

## 抗議行動和過程

### 2月8日

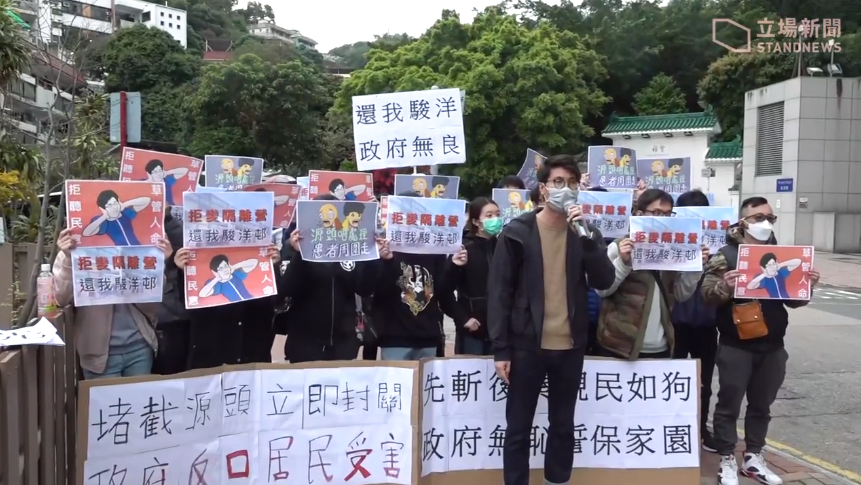
2月8日下午，多名沙田區議員和市民到沙田鄉事委員會門外抗議

傍晚，多名沙田區議員到沙田鄉事委員會門外抗議，對政府官員未有知會區議會及討論該處將成為隔離營，只限與鄉委會傾討表示不滿，而區議會請願信掉在地上。

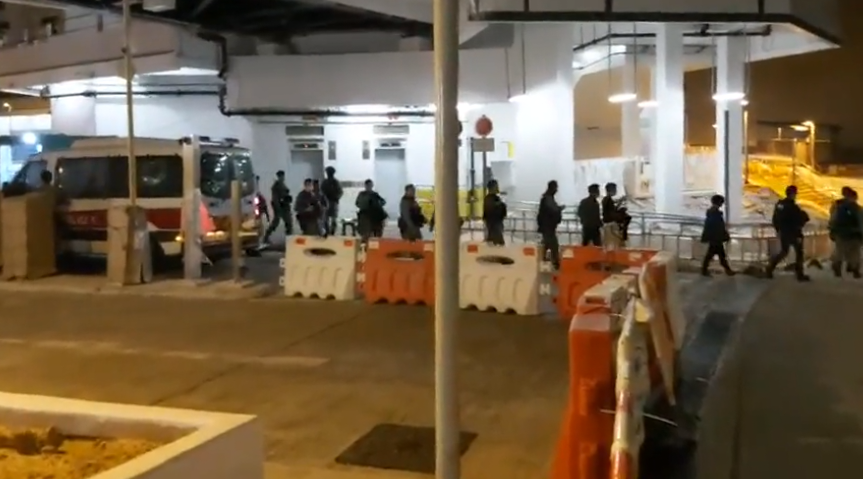
2月7日晚上，多名防暴警員在駿洋邨內準備
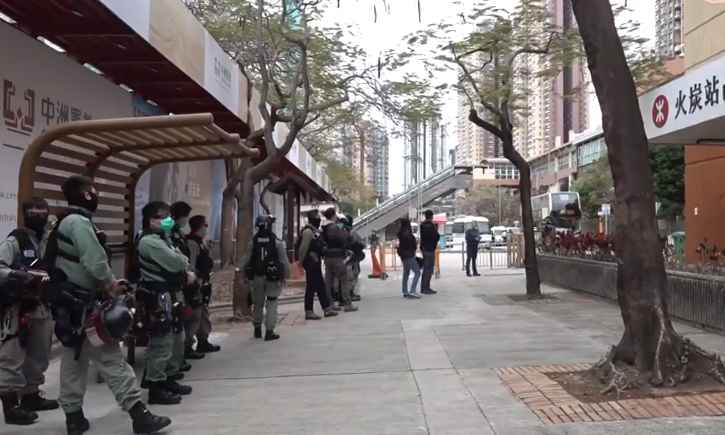
2月8日，多名防暴警員在港鐵火炭站外
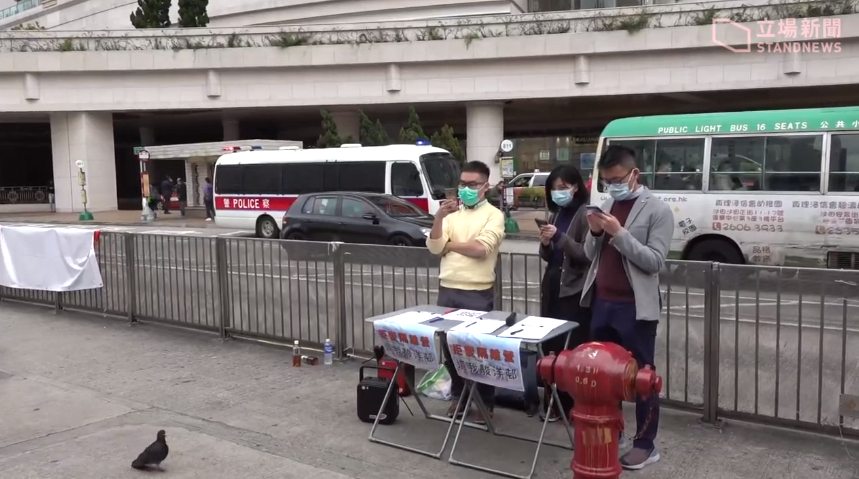
2月8日，區議員在火炭站外設街站，反對火炭公屋駿洋邨將成隔離營
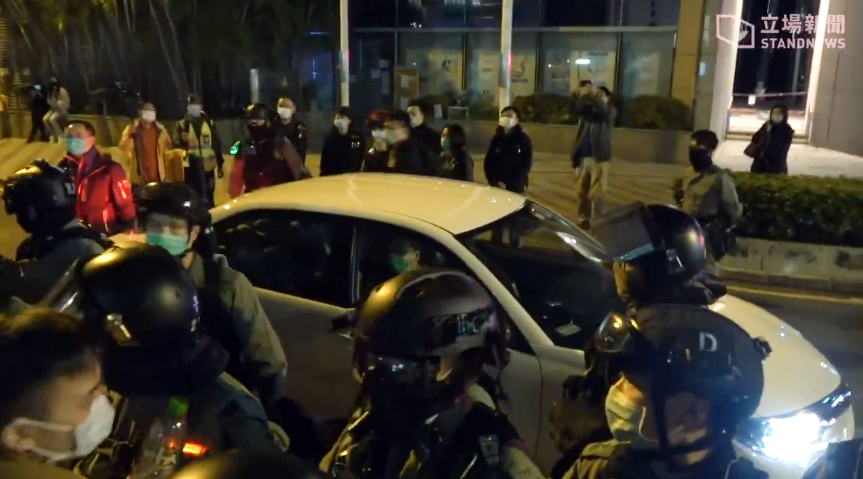
2月8日晚上，防暴警察護送食物及衞生局副局長徐德義坐駕離開
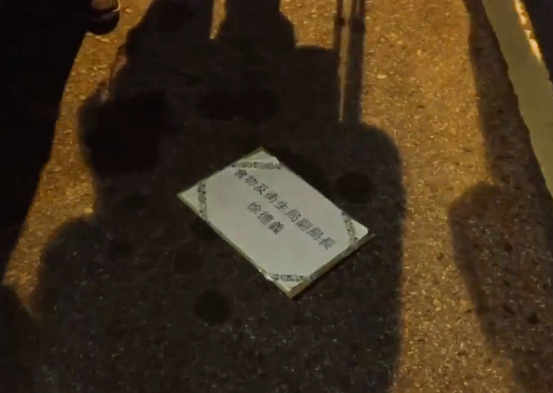
區議會請願信掉在地上

### 2月9日

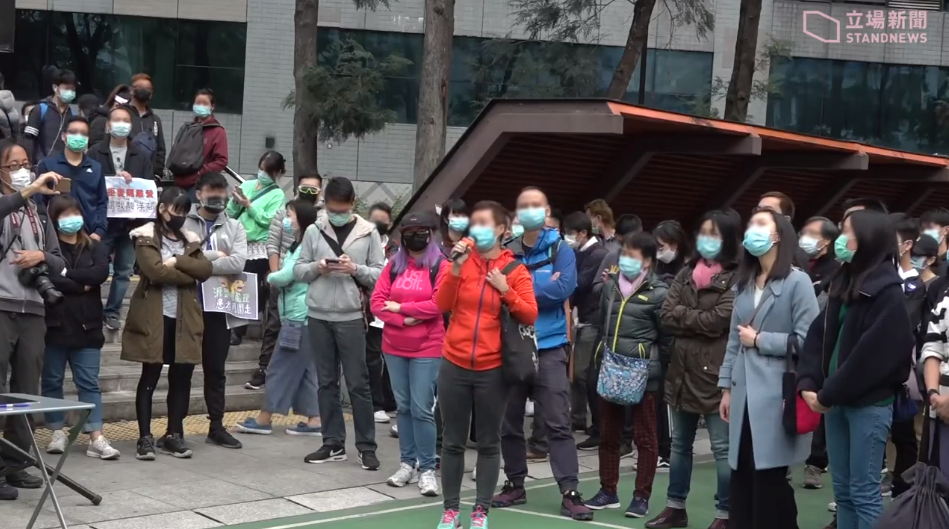
2月9日下午，百多名居民及區議員在火炭山尾街遊樂場出席居民大會

下午4時，百多名居民及區議員在火炭山尾街遊樂場出席居民大會。集會在傍晚近6時結束後，居民及區議員前往駿洋邨抗議，但被防暴警員舉藍旗及黃旗警告他們參與非法集結。其後警方在一段山尾街及穗禾路設立封鎖線，並截查多人，有1名女子在驅散時被捕，區議員周曉嵐、麥梓健及陸梓峂事後到沙田警署跟進被捕女子的情況。

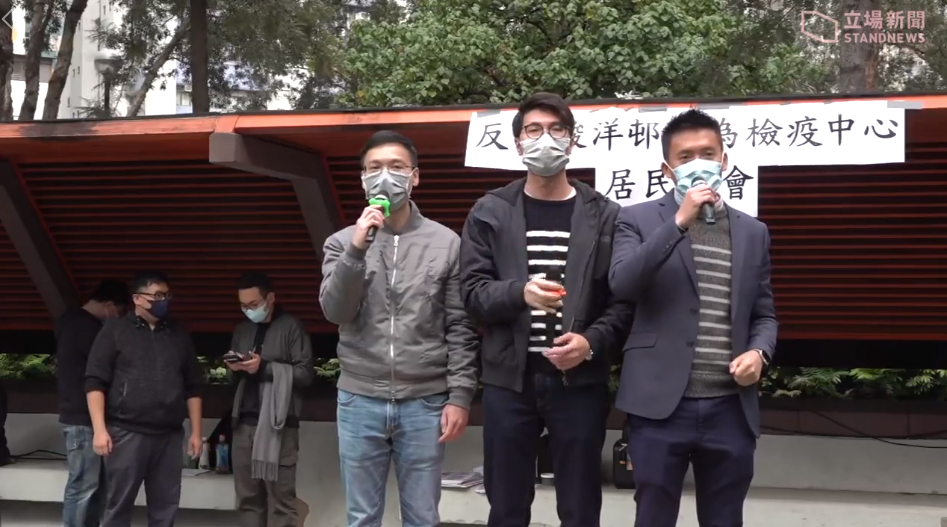
區議員在火炭山尾街遊樂場主持居民大會
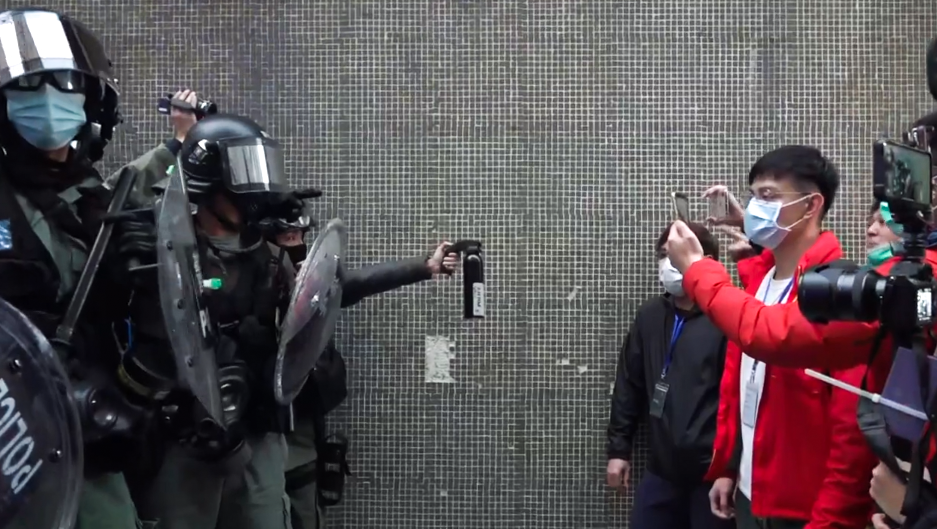
傍晚近6時結束後，居民及區議員前往駿洋邨抗議，但被防暴警察警告
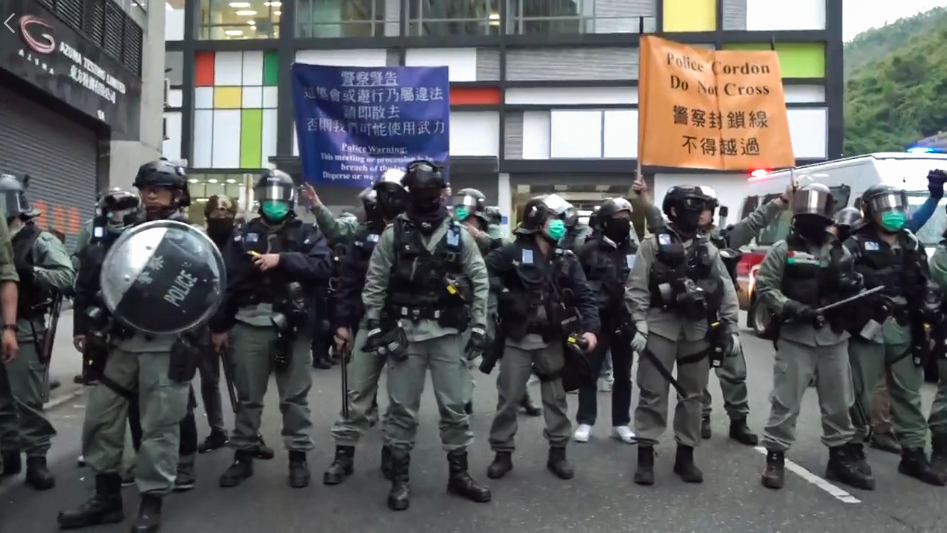
防暴警員舉藍旗及黃旗警告居民及區議員參與非法集結
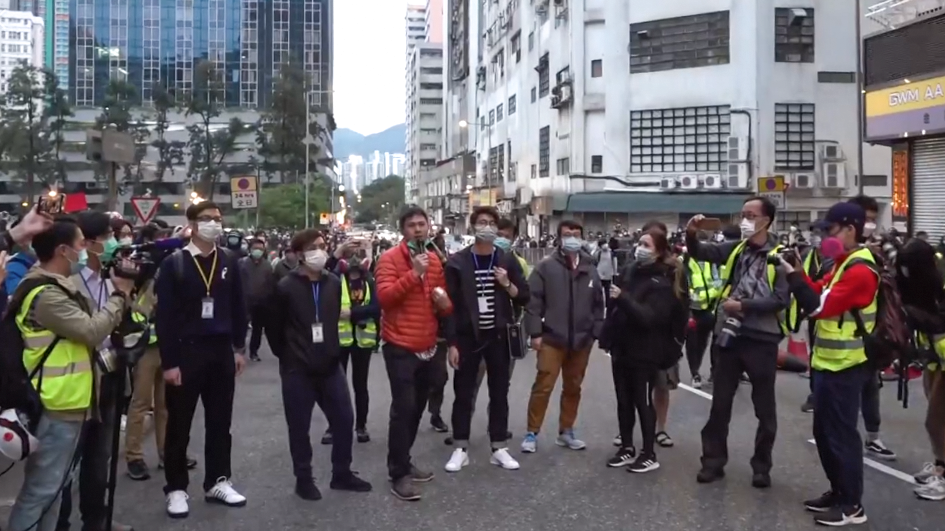
區議員向防暴警察表達不滿
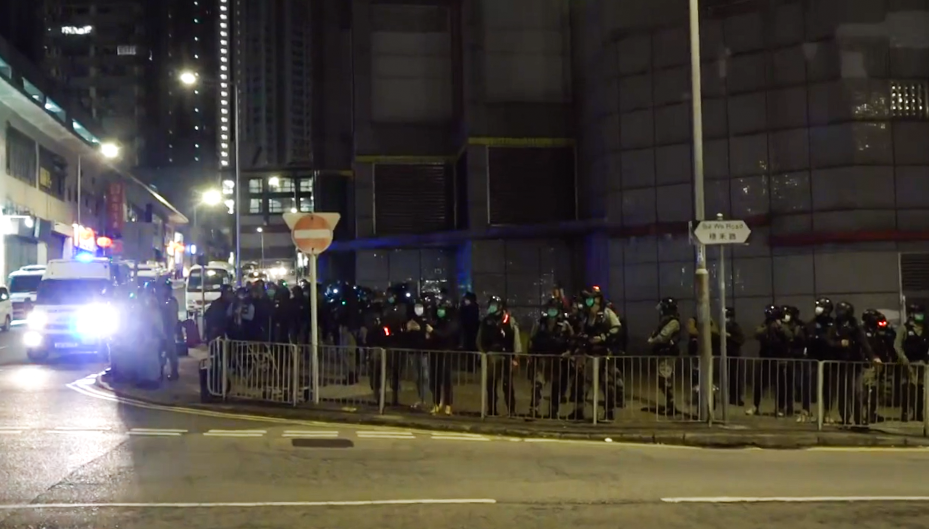
警方在一段山尾街及穗禾路設立封鎖線，並截查多人

### 2月10日至2月11日

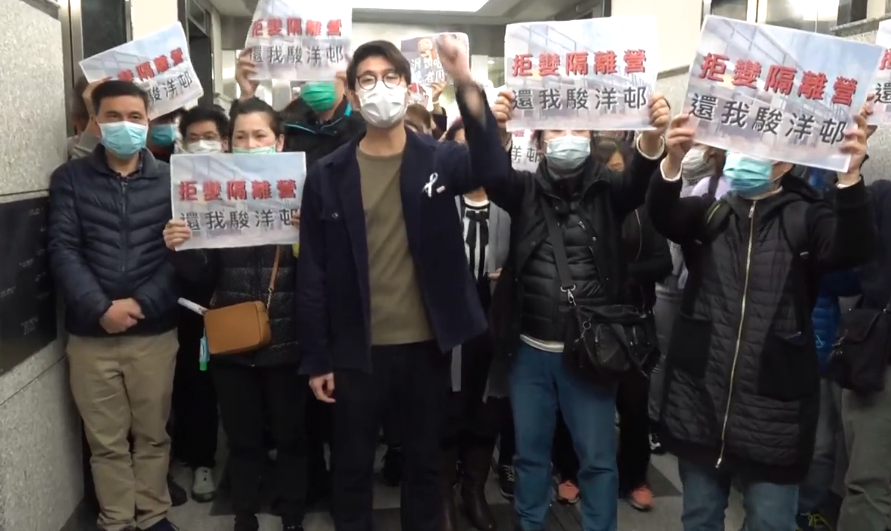
2月10日下午，沙田區議會召開特別會議討論港府計劃徵用未入伙的火炭駿洋邨作隔離營期間。區議會會議室外有麥梓健議員和駿洋邨準居民抗議

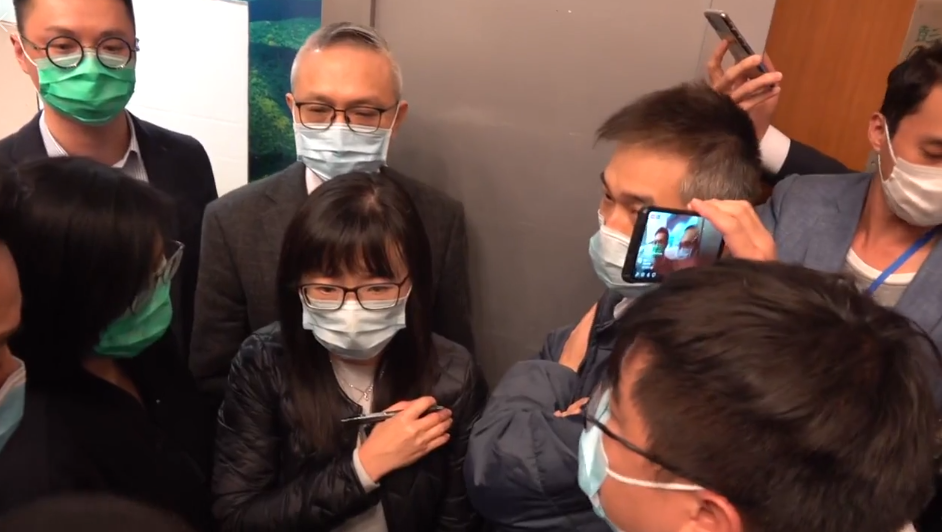
食物及衞生局副局長徐德義及民政事務專員陳婉雯被區議員和駿洋邨準居民包圍

下午，沙田區議會舉行特別會議，討論該處作檢疫中心的安排食物及衞生局副局長徐德義亦有出席會議。在會前，區議員和數十名駿洋邨準居民在沙田政府合署地下正門外示威。到傍晚6時，區議員希望徐到門外與駿洋邨準居民會面，因而堵塞會議室出口。而大批防暴警察在會議室外通道守候。徐德義及民政事務專員在大批防暴警察護送下離開，期間沒有回應記者提問，也無到場接區議員聯署信。
2月11日，有駿洋邨駿時樓單位的準居民收到房屋署發出的短訊通知，表示入伙會受影響，但未有交代任何替代安排。而當區區議員麥梓健收到消息，指駿逸樓有269個單位將會首批被徵用作隔離中心。單位內已經擺放桌椅、木櫃、風扇、熱水煲等日用品。同時收到逾50個受影響住戶求助，計劃向警方申請不反對通知書，周日發起遊行。

### 2月12日

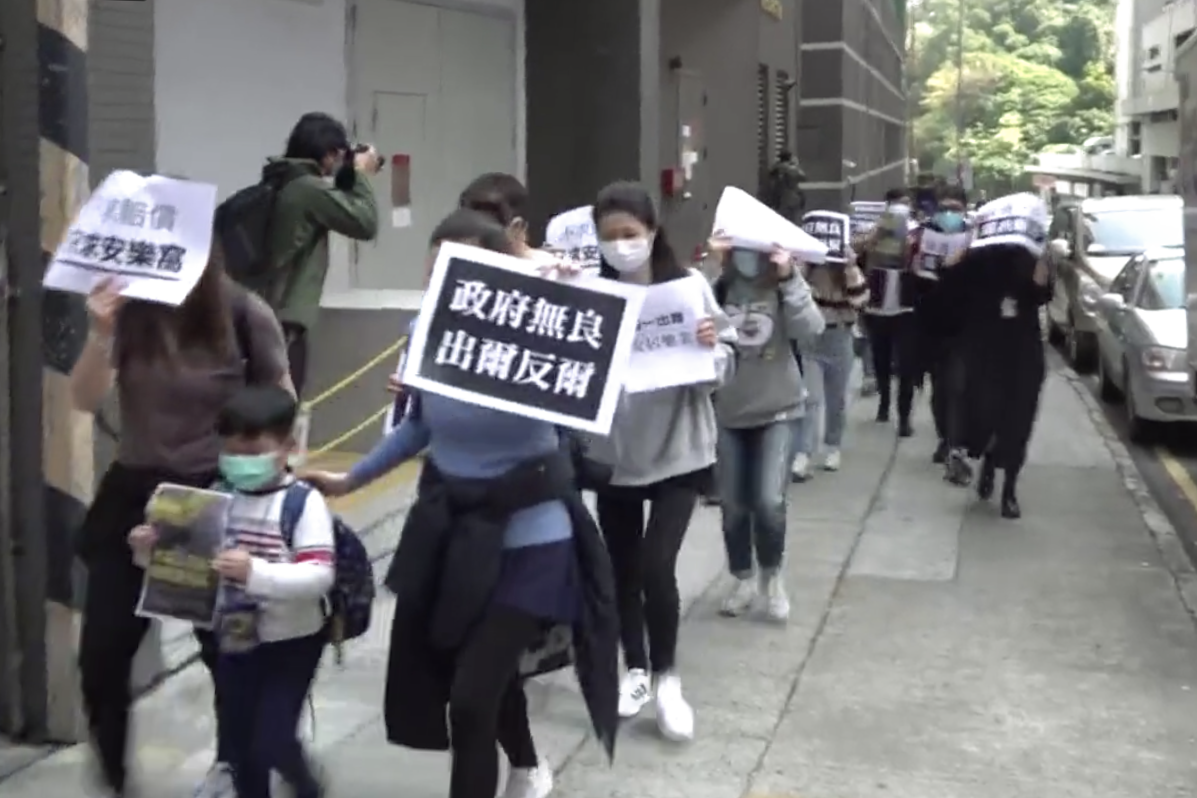
2月12日中午，一批市民在火炭工業區舉行「和你LUNCH」遊行，反對政府將該處用作檢疫中心

中午，一批市民在火炭工業區舉行「和你LUNCH」遊行，手持印有「不求賠償 只求安樂窩」的標語，反對政府將該處用作檢疫中心。防暴警員在場戒備，當遊行人士到黃竹洋街華聯工業中心對開時，警員一度舉起藍旗和黃旗警告。其後沿坳背灣街遊行至火炭站及銀禧花園，之後人群散去。

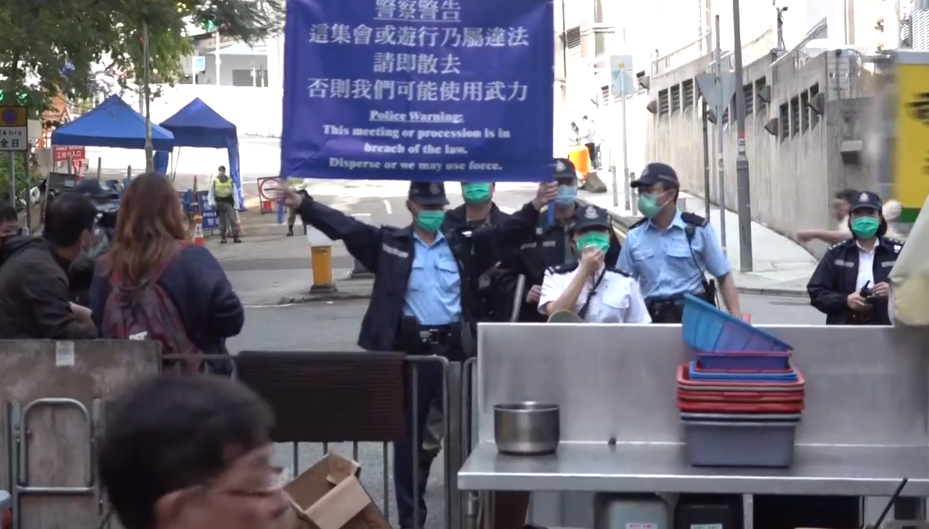
當遊行人士到黃竹洋街華聯工業中心對開時，警員一度舉起藍旗和黃旗警告
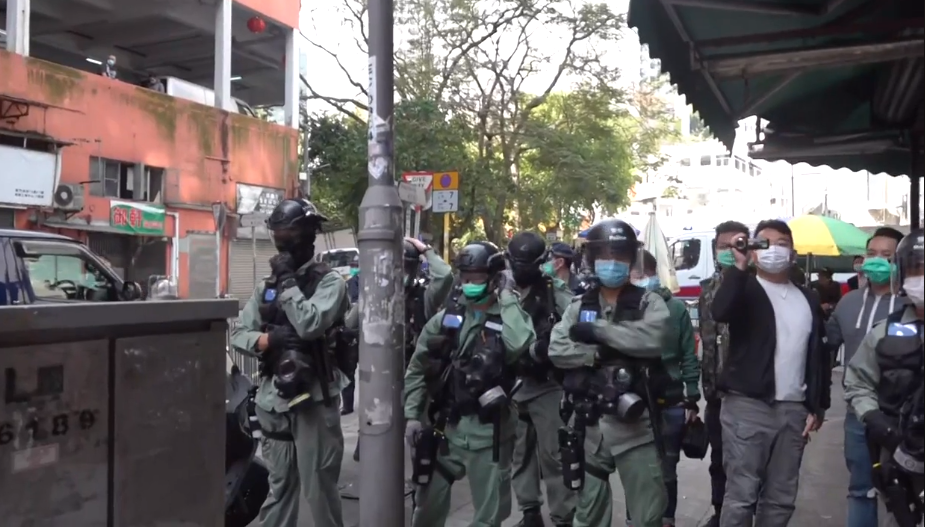
防暴警員和便衣警員攝錄遊行人士
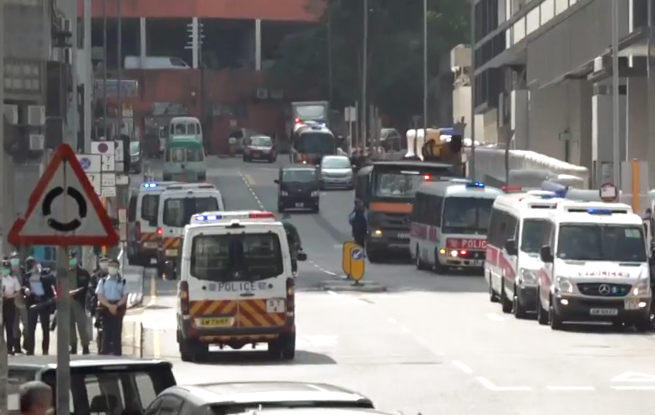
多輛警車和警員在桂地街戒備
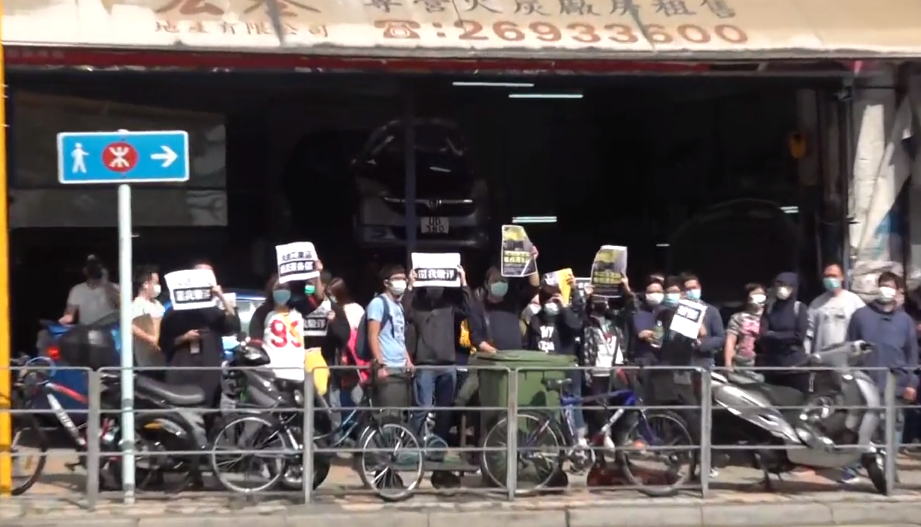
遊行人士舉起標語
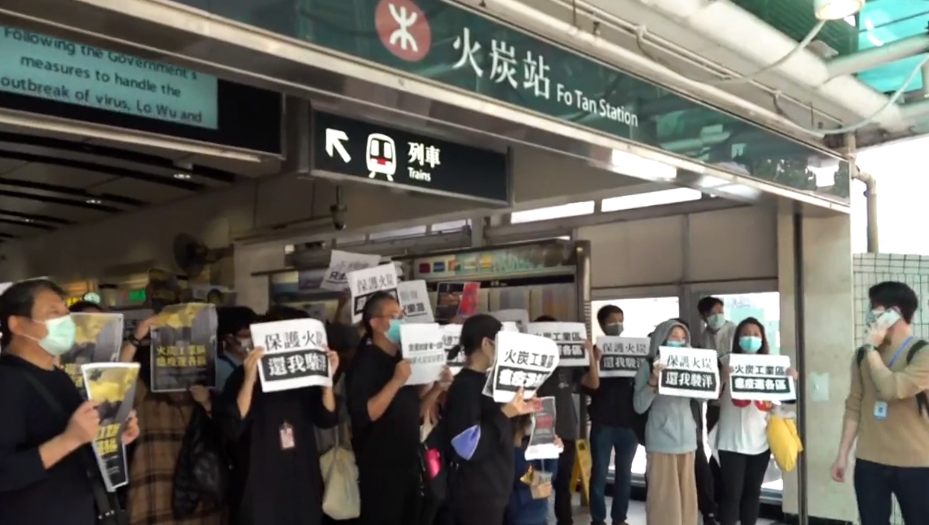
遊行人士到火炭站

### 2月16日
2月16日，當區區議員、公民黨麥梓健原計劃發起遊行集會，但遭警方反對。最後改為下午5時在山尾街遊樂場舉行集會。在寒冷天氣加上下雨的環境下，有逾百名駿洋邨居民及火炭街坊出席。立法會議員楊岳橋、林卓廷、多位沙田區議員和「長毛」梁國雄也有發表講話。而警方嚴密佈防，駿洋商場外有水炮車及裝甲車戒備，同時在火炭路設置路障截查車輛和周邊截查市民。

### 2月19日
沙田區議員麥梓健、雷啟榮及周曉嵐，聯同40位駿洋邨準入伙居民到何文田房屋署總部外請願，抗議當局無視民意強制徵用駿洋邨作檢疫中心，以及要求房署向準住戶交代日後的上樓安排。居民認為政府提供一筆過6000元津貼不能一時間解決問題。同日，運房局局長陳帆表示，會向受影響的準住戶致歉。但同時強調房署向他們發信時，已經表明未能確保入伙時間，更表示「如果暉明邨不受破壞嘅話唔需要用到駿洋邨」。

## 成為包括郵輪返港旅客在內檢疫中心

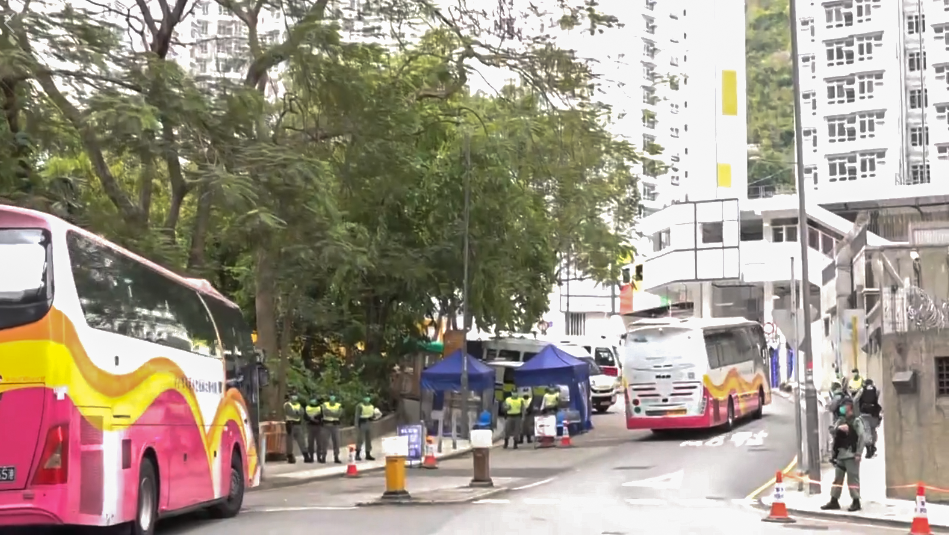
旅遊巴專車到早上10時許陸續進入駿洋邨的檢疫中心，警方在進出駿洋邨的車路設置警崗，出入該邨的車輛需接受警員檢查

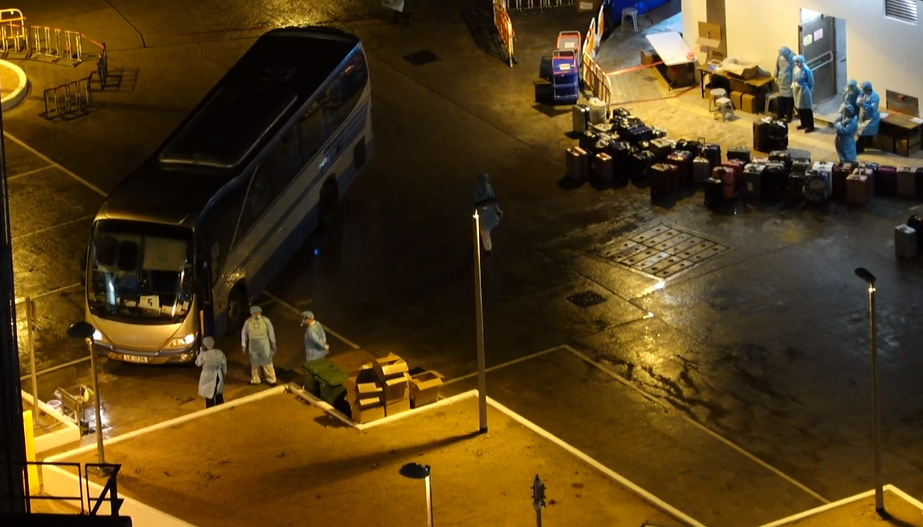
3月4日深夜，旅遊巴專車到進入駿洋邨的檢疫中心

2月20日早上8時50分，106名在鑽石公主號船上無病徵的港人乘坐國泰航空包機回港，當局安排約8輛旅遊巴專車，到早上10時許陸續進入邨內的檢疫中心隔離14天。邨內有大批穿上防護衣的工作人員在等候。而房內提供暖爐、風扇、熱水爐等基本配備。膳食以紙包飲品和炒飯等為主。
警方在火炭一帶嚴密佈防，截查附近居民或上班人士，亦在駿洋商場外駕設水馬，更在黃竹洋街設置警崗，只容許桂地新村、黃竹洋村居民或出示工作證的地盤工人通往桂地新村及黃竹洋村的道路。2月22日凌晨約3時，第二批82名在鑽石公主號船上無病徵的港人抵達駿洋邨。及後，陸續有若干名相關人士在隔離期間開始出現發燒等癥狀，並被送往醫院作進一步診斷，當中有三人在同月23-24日間確診。
2月23日，除了第三批5名在鑽石公主號船上無病徵的港人，另有若干名與2月20日確診警員有密切接觸的警務人員送往駿洋邨隔離14日，是駿洋邨隔離中心首次收容鑽石公主號乘客以外人士。
由於政府在2月25日起將南韓部分地區列為疫區，故同日返港的一個相關旅行團亦送抵駿洋邨隔離14日。
3月4-5日，滯留武漢市、並無病徵的香港居民分別乘坐四班國泰港龍航空及國泰航空包機回港，並一律送往駿洋邨隔離14日；而在3月5日凌晨，絕大多數首批從鑽石公主號回港港人陸續獲解除隔離令，並分批乘搭穿梭巴士或徒步離開隔離中心，剩餘鑽石公主號相關人士亦陸續可在數天內完成檢疫；同月18日，首批從武漢回港人士亦獲准離開駿洋邨。
4月30日，滯留巴基斯坦的香港居民乘坐巴基斯坦國際航空包機回港，並一律經設於亞洲國際博覽館的分流中心送往駿洋邨隔離14日；而滯留印度的香港居民亦於5月17日深夜乘坐印度航空包機，並於翌日早上抵港，檢疫安排同上。

## 批評

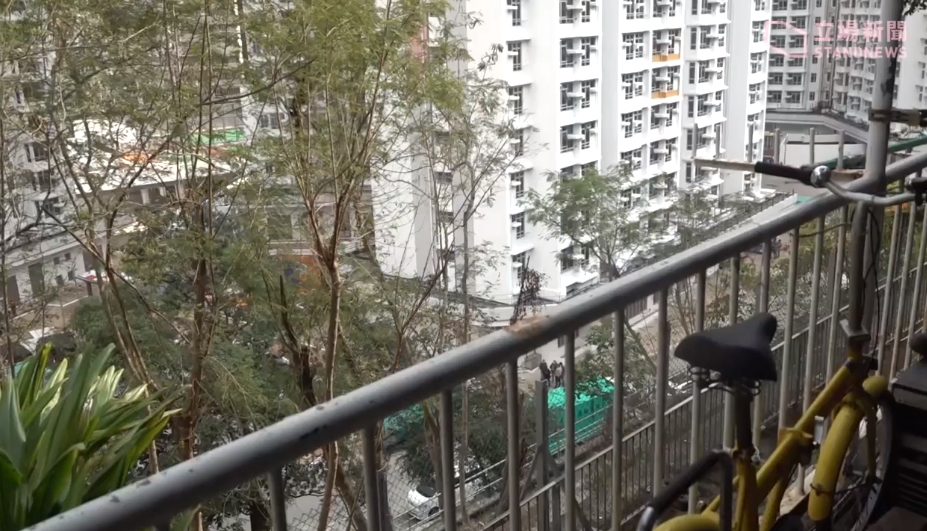
桂地新村部份單位與駿洋邨距離只有約30米

### 準居民入伙遙遙無期
駿洋邨準入伙住戶表示已經輪候6至7年才可上樓，也有人已付千多元訂金購買家俬及電器，甚至特意轉職。認為政府沒有顧及他們的感受及聲音，深感不滿和不公平。
公屋聯會對政府徵用駿洋邨為緊急檢疫中心表示強烈不滿，批評政策朝令夕改和違反承諾，嚴重影響申請人銜接住屋的安排。
房屋署其後提供兩種安置方案，受影響公屋申請者可申請入住屯門中轉房屋寶田邨，或放棄駿洋邨編配，要求分配擴展市區的其他公共屋邨單位。同年3月資料顯示，約200戶申請入住屯門中轉房屋寶田邨；約600戶放棄駿洋邨編配，要求分配擴展市區的其他公共屋邨單位（當中以沙田及葵青區屋邨為主，其餘準租戶主要獲編配至東涌逸東邨或將軍澳健明邨）。而8成準租戶（3200名準租戶）則選擇保留編配駿洋邨，也不需要申請中轉房屋。
3月11日，「駿洋邨準住戶權益關注組」舉辦記者會，批評一次性6000元的特惠律貼對他們沒有幫助和沒有落實具體入住日期。政府應該受影響住戶每月發放津貼。亦有住戶認為政府安排屯門寶田邨位置偏遠，單位數量有限。居民希望與運輸及房屋局局長陳帆會面，商討日後安排。
衛生署與保安公司簽訂的合約將於6月30日到期，理論上駿洋邨可於同年7月交還；但是，由於臨時寬頻服務合約要到9月才屆滿，駿洋邨可能在9月後仍然未能入伙。到了6月尾，有受影響居民致電房署查詢後，表示衛生署或於7月初交還駿洋邨。
6月26日，政府宣佈隨著疫情漸趨穩定，駿洋邨檢疫中心於7月尾停用並消毒，然後馬上將該邨交還房委會。獲派第4-5座的首批准租戶8月底開始陸續入伙，而另外三座亦有望於同年10月入伙。
至7月9日，政府宣佈駿洋邨檢疫中心不再接收任何需要隔離檢疫人士。但是，由於同月月中疫情再轉趨緊張，駿洋邨第1-3座的徵用期被兩度延長至同年12月，而有關居民最早要到2021年第二季才能入伙。其後，政府表示會向他們派發第二次6000元津貼，但被租戶批評。
至同年8月28日，第4-5座單位在消毒及檢修後開始入伙。另外三座的單位原先預計延至2021年第二季才可入伙，但在各方施壓之下，加上疫情回穩以及檢疫設施增加，將提早至同年10月交還，可望於翌年1月入伙。同年9月24日，隨著最後一名密切接觸者完成檢疫，駿洋邨隔離中心正式關閉，隨後開始清理工作，已在10月中交還，並在同年12月中旬入伙。

### 被指與桂地新村距離太近
住在桂地新村的居民表示，駿洋邨與桂地新村部份單位距離只有約30米，擔心病毒隨大風吹至家中。因而在露台加設膠板阻隔，部分住戶也搬到朋友家暫避。

### 警方行動和態度問題

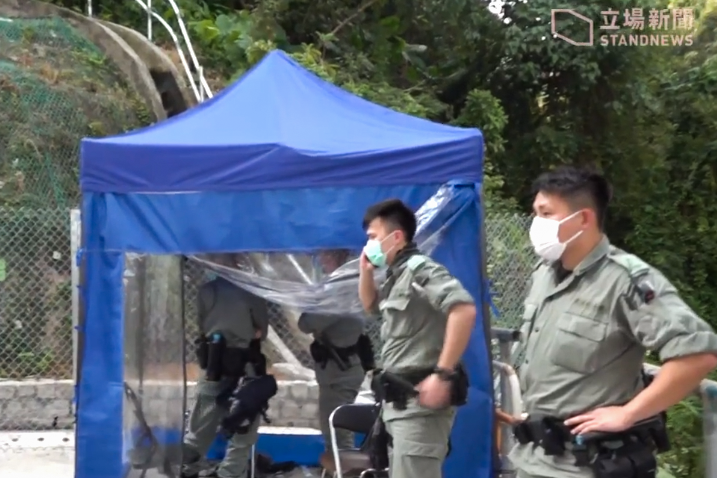
警方在來往桂地新村的通道設檢查站

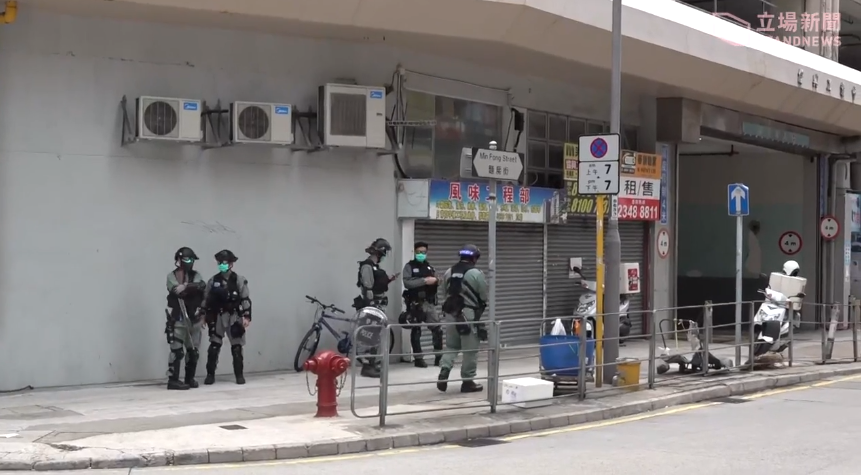
防暴警察在火炭一帶佈防

自駿洋邨用作隔離營後，警方火炭一帶嚴密佈防，截查附近居民或上班人士。警方更要求桂地新村村民辦理居住證，每次出入都需要查核居民身份。有居民表示有警員稱桂地新村居民是曱甴，認為對居民造成滋擾。到2月26日，蘋果日報拍攝到有4名工程人員，在桂地街22號中銀香港資訊科技部的天台裝置兩個閉路電視系統，估計鏡頭是用作監察出入駿洋邨的人士和車輛。

### 單位和服務問題
有住火炭駿洋邨接受14日隔離的人士透露，檢疫中心的膳食安排欠佳。有由日本坐政府包機回港的「鑽石公主號」豪華郵輪乘客入住火炭駿洋邨中層單位接受隔離，他投訴在駿洋邨生活的質素和待遇一般。有時外賣送來的飯盒不夠熱，亦有一晚因不夠飯派及食肆因關門而無法買外賣，晚餐只能吃杯麵。而且民安隊人員派送膳食時的態度欠佳，與郵輪的服務質素大相逕庭。而單位內雖然提供Wifi服務，但沒有提供電視，未能接收外界資訊。另外，有需佩戴假牙的隔離者表示未獲提供餐刀，亦不予家人轉帶。而指甲鉗因被視為利器不能使用，質疑不符合常規。亦有些單位發現多處地方也出現問題，如廁所水箱有滴水和多塵。

### 直接委聘予警方前高層的保安公司
2020年3月，明報取得一份抬頭為「安民警衛有限公司」的僱傭合約，以月薪28,600元聘用保安員，在駿洋邨檢疫中心工作。該公司董事之一為退休警務處高級助理處長李林泉。立法會議員鄺俊宇認為事件予人私相授受的感覺。衛生署表示，已根據《物料供應及採購規例》，直接委聘保安公司為駿洋邨檢疫中心提供保安服務，合約為期3個月，並由衛生署支付有關費用，但沒有公開公司名稱。